# Krákshali
Krákshali är en bergstopp i republiken Island. Den ligger i regionen Norðurland vestra, 130 km nordost om huvudstaden Reykjavík. Toppen på Krákshali är 1 035 meter över havet.
Trakten runt Krákshali är nära nog obefolkad, med mindre än två invånare per kvadratkilometer. Det finns inga samhällen i närheten. Trakten runt Krákshali består i huvudsak av gräsmarker.